# Tetritskaro (stad)
Tetritskaro (Georgisch: თეთრიწყარო, soms ook gespeld als თეთრი წყარო, Tetri Tskaro, vertaald als Witte Bron) is een stad in het zuiden van Georgië met 4.762 inwoners (2024), gelegen in de regio Kvemo Kartli. De stad is het bestuurlijk centrum van de gelijknamige gemeente en ligt op 1.170 meter boven zeeniveau in het Kvemo Kartli Lava Plateau, hemelsbreed op 30 kilometer ten zuidwesten van hoofdstad Tbilisi.

## Toponiem
Tetri tskaro betekent 'witte bron' in het Georgisch. Dit toponiem ontstond in de 19e toen Russische militairen zich hier vestigden. De oorspronkelijke naam van deze locatie was Garisi, een verlaten nederzetting. Door een chemische reactie van drinkwater met regenwater op de kalkstenen grond in de buurt van Garisi werd het water wit, wat leidde tot de naam Russische naam Beli Klioetsj voor de nederzetting (Russisch: Белый Ключ), dat Witte Bron betekent. Toen Turkse volkeren, Grieken en Armeniërs vanuit Turkije zich hier vestigden ontstond enige tijd de naam Agboelachi, de Turkse/Azerbeidzjaanse vertaling. Maar in 1940 werd de Georgische vertaling van Witte Bron ingevoerd, Tetritskaro.

## Geschiedenis

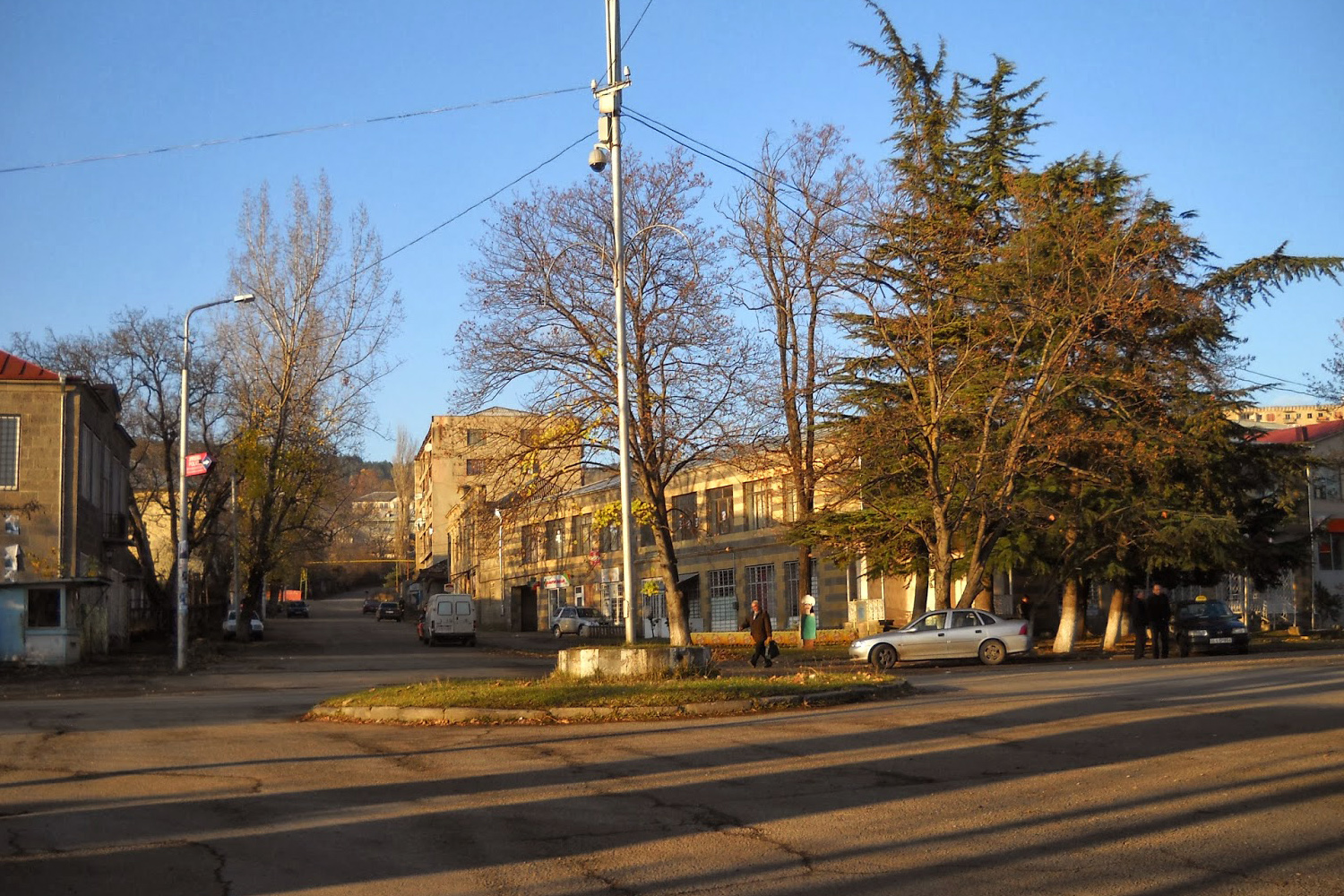
Centrum Tetritskaro

Op de huidige plek van Tetritskaro lag in de middeleeuwen een nederzetting genaamd Garisi (გარისი) dat bekend staat als de plaats van de laatste, heroïsche strijd in 1556 van koning Loearsab I tegen Safavidisch Perzië. Hij erkende de Vrede van Amasya van 1555 niet die gesloten was tussen de Ottomanen en Perzen na gevechten om de Georgische koninkrijken. Door dit verdrag kwam het koninkrijk Kartlië onder Perzisch gezag te staan. De Georgiërs behaalden een heroïsche zege, maar de koning moest de strijd met de dood bekopen. Garisi raakte in de 18e eeuw net als andere plaatsen in de omgeving uiteindelijk ontvolkt door aanhoudende invasies en verviel tot spookstad.

### Russische militaire kolonie
Vanaf medio 1816 begon tsaristisch Rusland militaire nederzettingen te bouwen in het gebied van Garisi, en enkele andere plekken om de zuidelijke grenzen van Tbilisi te versterken. Dit leidde tot meerdere Russische nederzettingen en russificatie in het gebied, gevolgd door de vermenging met andere niet-Georgische nationaliteiten. Dit is terug te vinden in de demografische ontwikkeling van Tetritskaro gedurende de 20e eeuw. In 1820-21 sloeg een Jaeger-regiment (Лейб-гвардии Егерский Его Величества полк, Jagers) kamp in de nabijheid van het vervallen Garisi.
Na hun militaire dienstplicht verhuisden Russische soldaten met hun families naar het gebied waar de soldaten eerder gestationeerd waren. Zo ontstond de nederzetting "Konstantinovka" in het westelijke deel van de huidige stad Tetritskaro. Medio 1837 verscheen er vlakbij nog een militaire nederzetting. In 1886 woonden er 393 Russische families met in totaal 1863 personen.
Na de Decembristenopstand van 1825 in St. Petersburg werden sommige militaire leiders overgeplaatst naar Georgië, nadat ze in Siberië in gevangenschap hadden gezetten. In 1837 werd de Decembrist Andrei Rosen overgebracht naar het Tetritskaro Jaeger-regiment. Hij legde vast dat in 1837 een opera werd gehouden in het door het regiment gebouwde cultuurhuis. Dit was naar zeggen de eerste operavoorstelling in Georgië. In de tweede helft van de 19e eeuw werden diverse kerkgebouwen gebouwd door het regiment. Deze werden door de Sovjets vernietigd of ontheiligd. In 1867 werd er een meteorologisch station gebouwd dat tot 1998 functioneerde.

### Tetritskaro

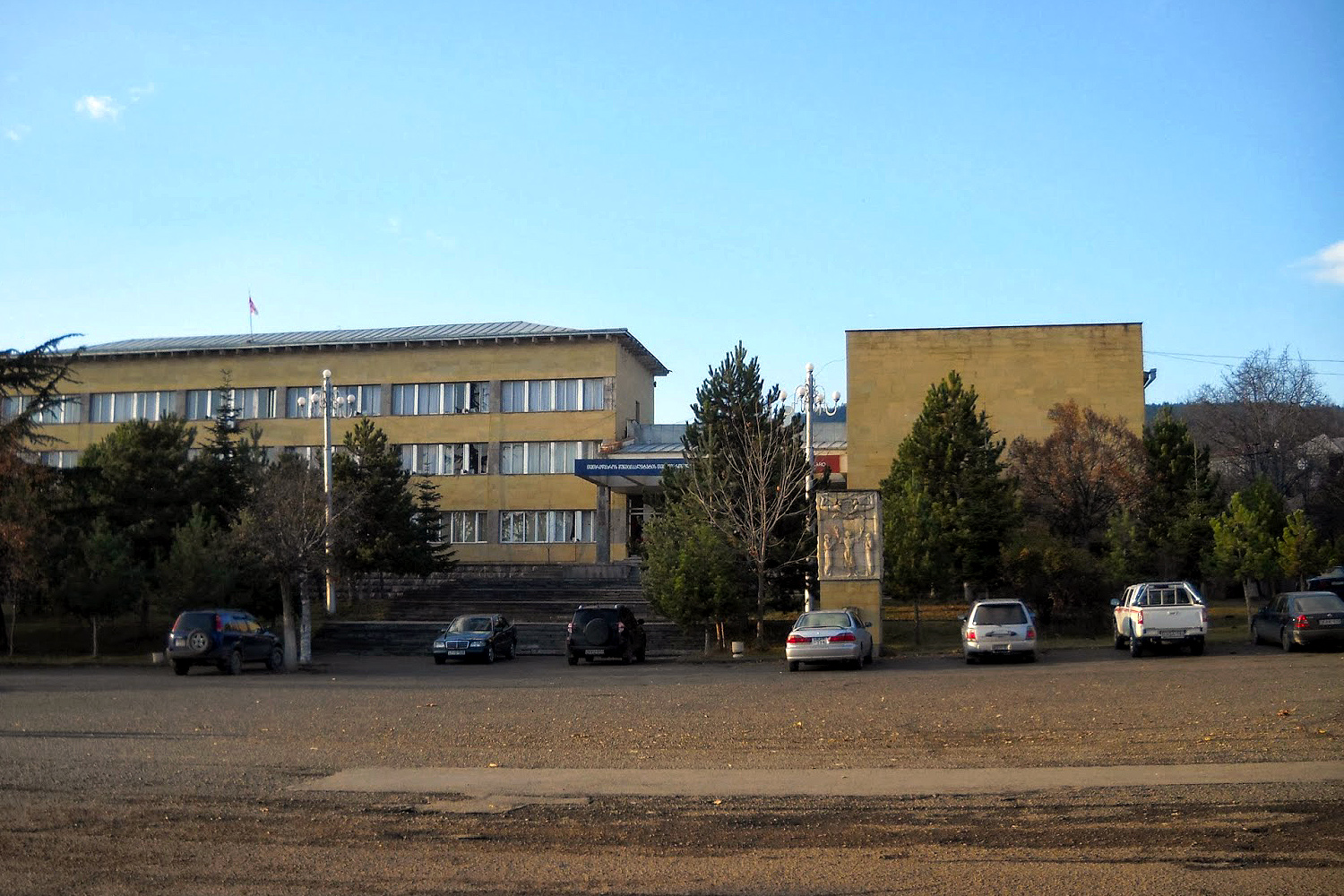
Gemeentehuis

De naam veranderde naar Agboelachi. Na de verovering van de Democratische Republiek Georgië door het Rode Leger in 1921 en de bestuurlijke hervormingen in 1930 werd de nederzetting het centrum van het nieuwe rajon (district) Agboelachi. Rond 1940 veranderden de naam van de plaats en het district in de Georgische vertaling, Tetri-Tskaro. In de Sovjet-periode werden verschillende fabrieken in Tetritskaro neergezet, met name van conserven en pluimvee. In 1966 werd Tetritskaro gepromoveerd naar stad. 
De etnische verscheidenheid van Tetritskaro in de Sovjetperiode zorgde mede voor een enorme daling van de bevolking na val van de Sovjet-Unie. De stad verloor in een decennium meer dan de helft van zijn bewoners door emigratie en de politiek-economische chaos van die jaren. In de 21e eeuw is Tetritskaro een betrekkelijk onopvallend provinciestadje in het platteland van Kvemo Kartli, dat tegen de trend weer groeit in omvang.

## Demografie
Begin 2024 had Tetritskaro 4.762 inwoners, een toename van 54% sinds de volkstelling van 2014.
| Aantal                                                           | - | 714 | 2.156 | 5.564 | 6.896 | 7.281 | 8.692 | 4.041 | 3.093 | 3.771 | 4.762 |
| Verantwoording data: Bevolkingsstatistiek Georgië 1897 tot heden |   |     |       |       |       |       |       |       |       |       |       |

### Etniciteit
De bevolking van Tetritskaro bestond in 2014 voor bijna 63,7% uit Georgiërs en 25,6% uit Armeniërs. Verder woonden er ruim 100 Russen en Azerbeidzjanen, en enkele tientallen Pontische Grieken en Osseten. Gedurende de 20e eeuw lag dit geheel anders. In het begin van die 20e eeuw bestond de bevolking van Tetritskaro vrijwel geheel uit Russen, maar tijdens de Sovjet overheersing veranderde de etnische samenstelling en werd de groeiende stad een smeltkroes van etniciteiten zonder een dominante groep.
In 1939 was de bevolking verdrievoudigd, en was nog maar 42% Rus, met name door de vestiging van Armeniërs (38%). Tegen 1970 was het stadje nog een factor drie groter geworden en was de Armeense gemeenschap in absolute aantallen veruit de grootste groep. Weliswaar met een lager aandeel (35%) dan in 1939, met name door de sterke groei van het aantal Pontische Grieken (18,5%) en Georgiërs (19,5%). Het aandeel Russen was inmiddels naar 19% gezakt. In tegenstelling tot de trend in het district Tetritskaro waren Georgiërs in het stadje gedurende de Sovjetperiode niet de grootste etnische groep.
Tegen het einde van de jaren tachtig en vooral na het uiteenvallen van de Sovjet-Unie emigreerde een aanzienlijk deel van de niet-Georgische etnische minderheden uit Tetritskaro. Dit was deels door economische malaise, maar ook door etnische spanningen en migratie naar respectievelijke moederlanden.  De bevolking van de stad kromp hierdoor met meer dan de helft in de periode 1989 - 2002. Russen vertrokken overal uit Georgië terug naar Rusland, Grieken migreerden naar de Noordelijke Kaukasus maar ook naar Griekenland, en de Osseten vetrokken met name door etnische spanningen in de jaren 1990-1992, ook al raakte het conflict rond Zuid-Ossetië de Osseten in Tetritskaro en Tsalka niet.
| Georgiërs      | 12  | 158   | 1.348 | 1.598 | 1.970 |
| Armeniërs      | 35  | 819   | 2.411 | 2.385 | 792   |
| Azerbeidzjanen | -   | 19    | 82    | 150   | 114   |
| Grieken        | 4   | 183   | 1.277 | 1.440 | 53    |
| Osseten        | 5   | 19    | 314   | 234   | 27    |
| Russen         | 715 | 912   | 1.310 | 1.231 | 120   |
| Overig         | 7   | 29    | 154   | 185   | 17    |
| Totaal         | 778 | 2.156 | 6.896 | 7.223 | 3.093 |

## Bezienswaardigheden

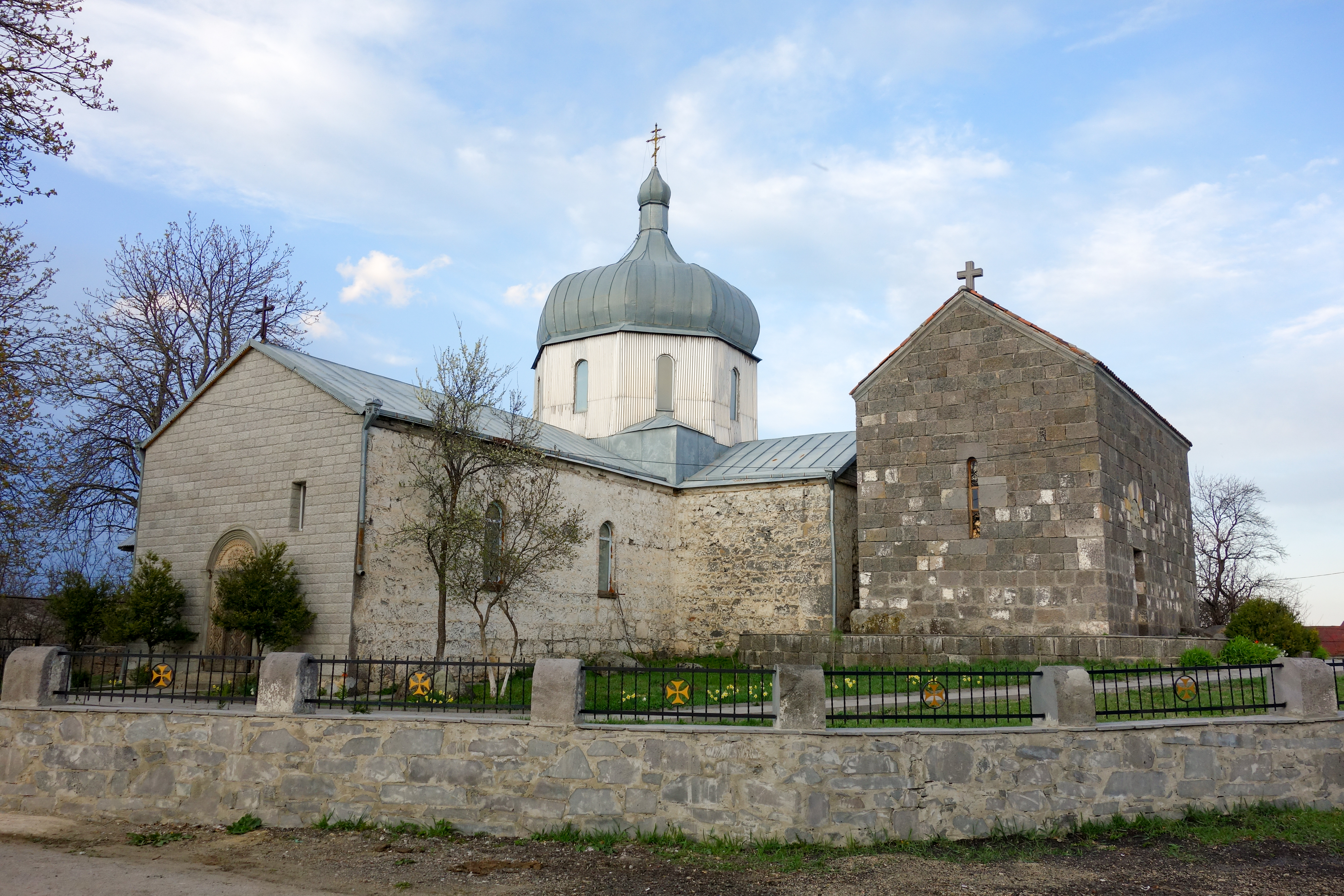
St Nikolaaskerk in Tetritskaro

In het provinciaals aandoende stadje zijn weinig bijzondere bezienswaardigheden, behalve de 19e-eeuwse St Nikolaaskerk. In de directe omgeving van de stad zijn enkele bezienswaardigheden. Samsjvilde was een gefortificeerde stad en de locatie van de oudste stad van Kartli die teruggaat naar 3e eeuw v.Chr. De ruïnes en de archeologische vindplaats liggen een paar kilometer ten zuiden van Tetritskaro, aan de rand van de ook bezienswaardige Samsjvildekloof waar de Chrami doorheen stroomt.

## Vervoer
Tetritskaro is met de nationale route Sh33 verbonden aan de nationale hoofdwegen structuur. De Sh33 verbindt de stad met Tsalka in het westen en Marneoeli in het oosten, het knooppunt van de hoofdwegen S6 en S7 naar Armenië en Tbilisi. De nationale route Sh34 verbindst Tetritskaro met de Sh31, de belangrijkste interregionale verkeersader door de gemeente die de noordelijke flank van de gemeente ontsluit en een belangrijke doorgaande verbinding vormt tussen Tbilisi en Samtsche-Dzjavacheti.
Sinds de jaren tachtig van de twintigste eeuw is Tetritskaro verbonden met het spoor, door middel van de lijn Marabda - Tetritskaro - Tsalka - Ninotsminda - Achalkalaki die langs de zuidkant van het stadje ligt. De route is feitelijk sinds 2007 buiten gebruik voor passagiersvervoer, nadat deze vanaf 2007 grondig gemoderniseerd werd in het kader van de Baku-Tbilisi-Kars spoorlijn. Sinds 2017 rijden er internationale goederentreinen over het spoor. Het lokale passagiersvervoer is niet hervat.

## Geboren
- Georgi Michajlovitsj (1863-1919), prins van Rusland, zoon van grootvorst Michaël Nikolajevitsj die onderkoning van de Russische Kaukasus was. Grootvorst Georgi werd in 1919 door bolsjewieken in St Petersburg vermoord.
- Fjodor Adamovitsj Korsj (1852 - 1923), Russisch ondernemer, dramaturg, jurist. Oprichter Korsjtheater in Moskou.
- Emanuel von Tiesenhausen (1881 - 1940), Russisch en Sovjet onderzoeker van het Noordpoolgebied, nageslacht van de invloedrijke Tiesenhausen familie, dat in de 18e eeuw een prominete plek vervulde in de Russische elite en strijdkrachten.